# Diletta D'Andrea
Diletta D'Andrea (Roma, 8 febbraio 1942 – Roma, 18 agosto 2024) è stata un'attrice italiana.

## Biografia
Divenne nota anche per essere stata la terza moglie di Vittorio Gassman, di cui rimase vedova nel giugno del 2000 e dal quale ebbe un figlio, Jacopo, nato il 26 giugno 1980, di professione regista.
Precedentemente legata al regista Luciano Salce, dal 1962 al 1969, da cui ebbe un figlio, Emanuele nel 1966, attore e regista anche lui, si unì in matrimonio con Gassman a Velletri il 6 dicembre 1970.
Nei panni di sé stessa apparve nei documentari a lui dedicati: Portrait de Vittorio Gassman (1979, per la televisione francese) e Di padre in figlio (1982), quest'ultimo realizzato dagli stessi Alessandro e Vittorio Gassman.
Fu invece attiva come attrice cinematografica - debuttando ne Il conte Max, al fianco di Alberto Sordi - fra il 1957 ed il 1964.
Morì a Roma il 18 agosto 2024 all'età di 82 anni. A dare la notizia furono i figli. Per espressa volontà dell'attrice non venne celebrato il funerale. Venne sepolta nel Verano.

## Filmografia
- Il conte Max, regia di Giorgio Bianchi (1957)
- La voglia matta, regia di Luciano Salce (1962)
- Le ore dell'amore, regia di Luciano Salce (1963)
- Obiettivo ragazze, regia di Mario Mattoli (1963)
- Ercole sfida Sansone, regia di Pietro Francisci (1963)
- Tre notti d'amore, regia di Franco Rossi, episodio La moglie bambina (1964)

## Teatro
- O Cesare o nessuno di Edmund Kean, con Vittorio Gassman, Carlo Hinterman, Angela Goodwin, Franco Giacobini, Leo Gavero, Cesare Gelli, Paola Gassman, Vittorio Di Prima, Diletta D'Andrea, regia di Vittorio Gassman, prima al Teatro della Pergola di Firenze, il 4 dicembre 1975.